# Фумо, Никола
Нико́ла Фу́мо (итал. Nicola Fumo), также Никколо́ Фу́мо (итал. Niccolò Fumo; 1647, Сараньяно — 1725, Неаполь) — неаполитанский барочный скульптор.

## Биография
Родился в 1647 году в Неаполитанском королевстве в деревне Сараньяно под Салерно (сегодня это фракция коммуны Баронисси) в семье резчиков по дереву. После первоначального обучения резьбе по дереву в семейной мастерской, обучался у известного скульптора Козимо Фанзаго, у которого научился изготовлению скульптуры из гипса и мрамора.
Работал преимущественно в Неаполе. Автор многочисленных барочных скульптур на религиозные темы по заказу церквей и монастырей Неаполитанского королевства, а также Сицилии и Испании. Среди наиболее известных работ «Ангел-хранитель», «Упавший Христос», «Святой Иосиф» и другие. 
Умер в Неаполе в 1725 году.

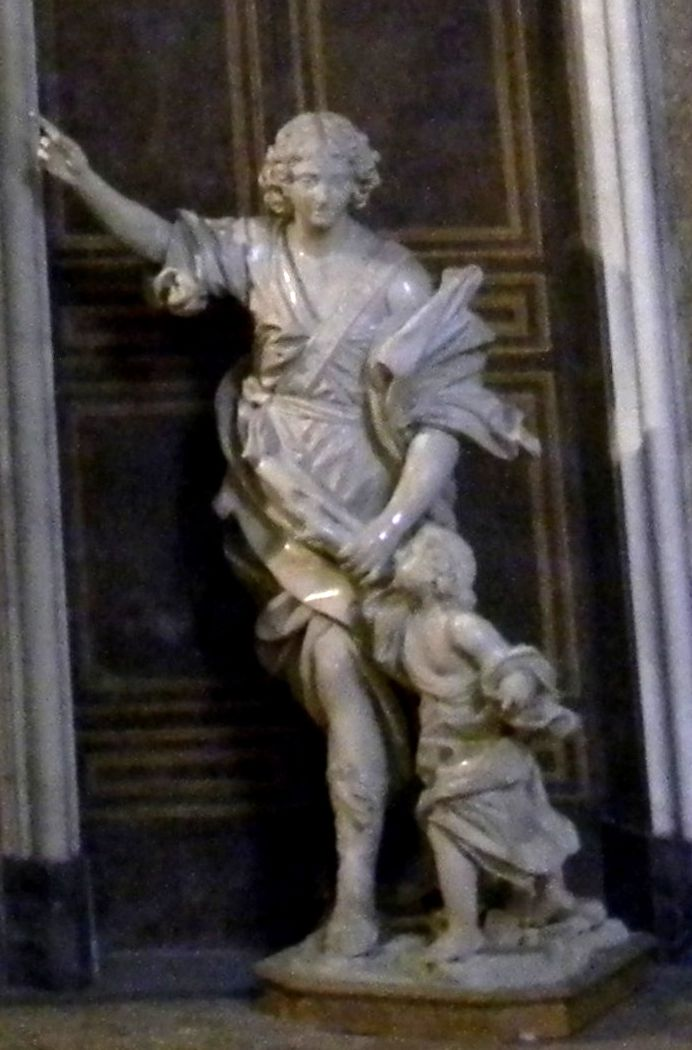
Ангел-хранитель
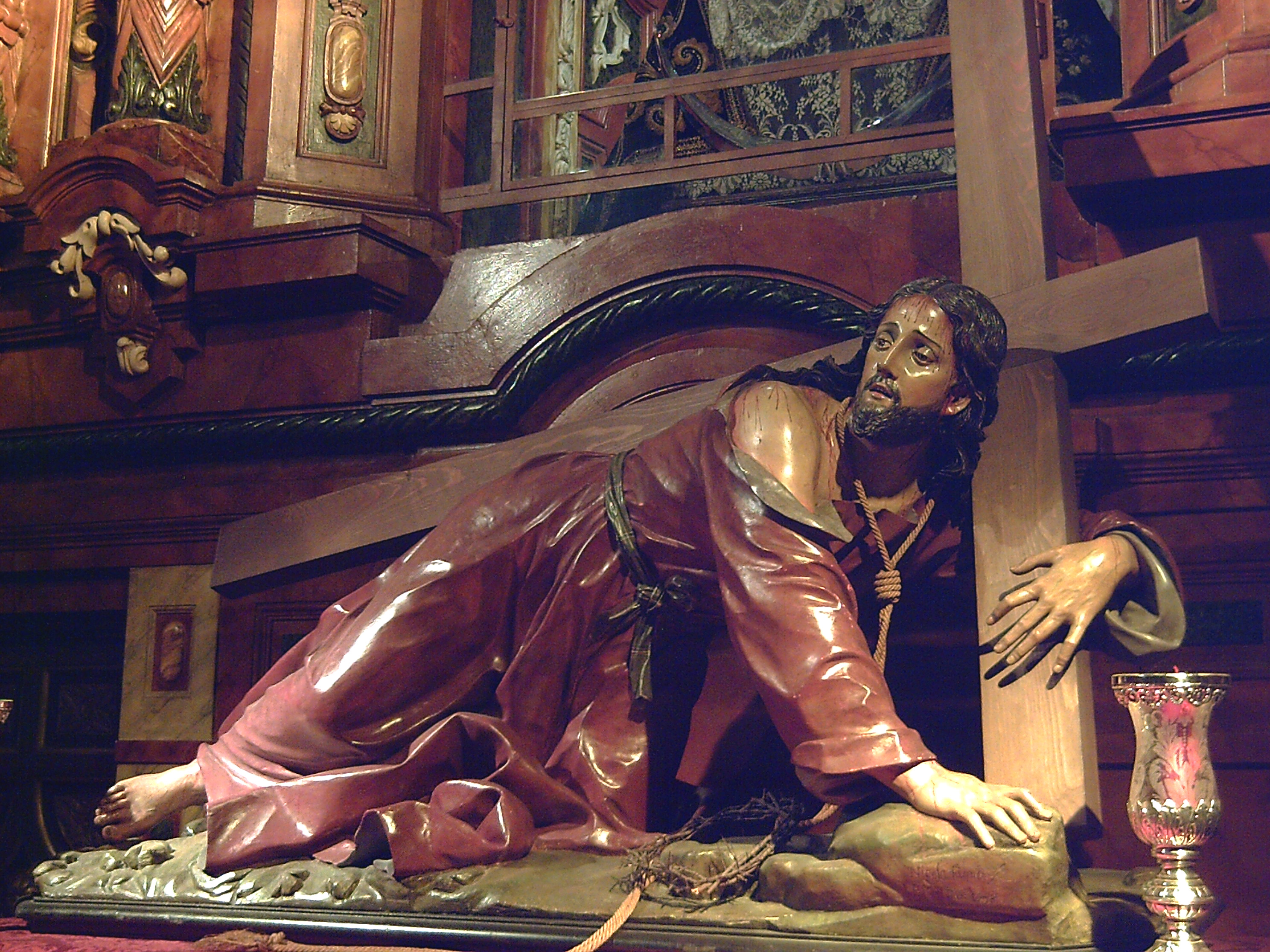
Упавший Христос
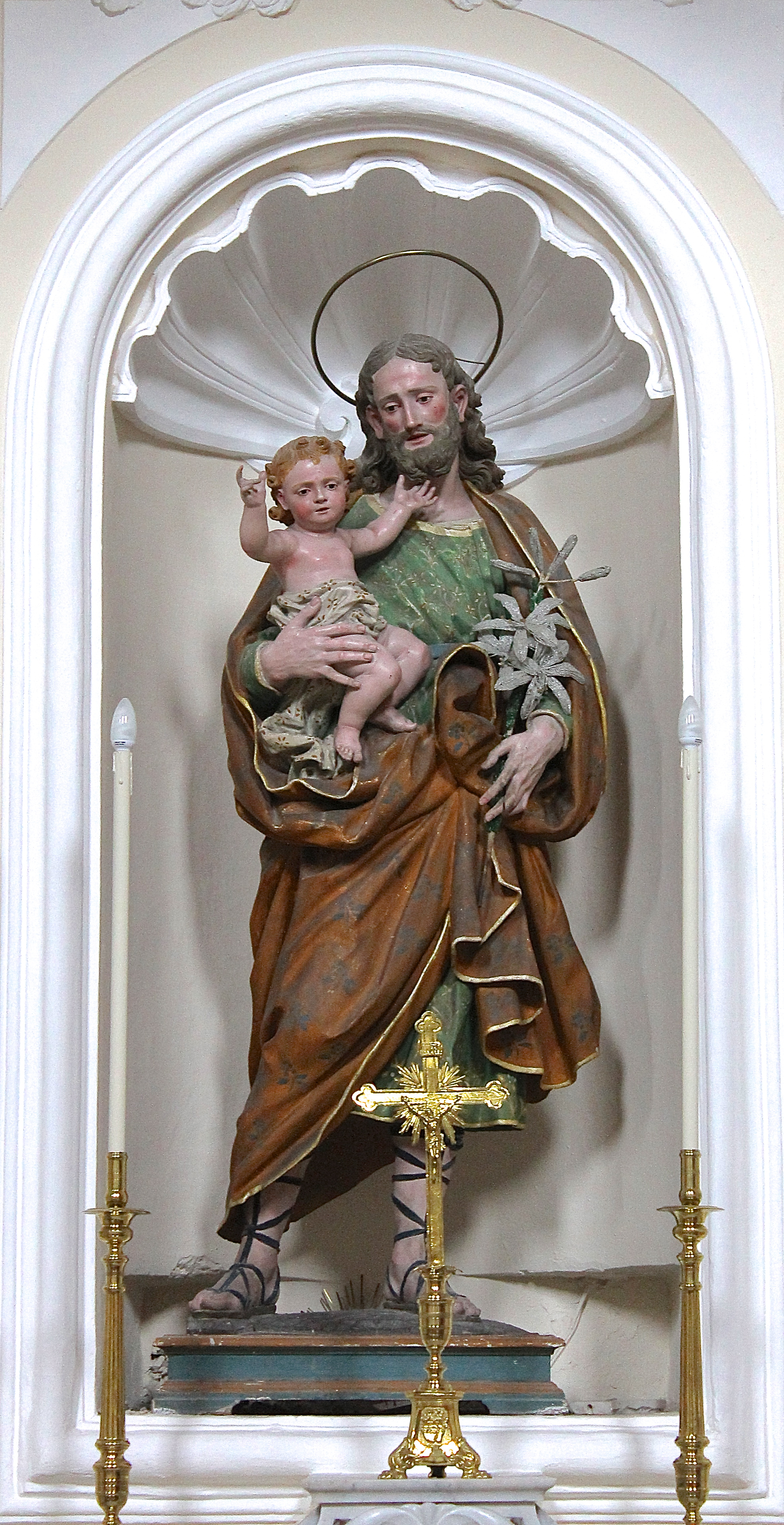
Святой Иосиф